# Groschen autrichien
Le Groschen est une ancienne unité monétaire divisionnaire de l'Autriche de 1925 à 2002, date à laquelle le schilling, qui valait 100 groschen, a définitivement été remplacé par l'euro.

## Pièces de circulation courante
- La première série de l'après-guerre comprend les pièces suivantes, en zinc ou en aluminium :
  - La pièce de 1 Groschen en zinc ne fut frappée qu'en 1947 et démonétarisée le 31 décembre 2001.
  - Une pièce de 2 Groschen en aluminium fut émise à partir de 1950
  - La pièce de 10 Groschen en zinc fut remplacée à partir de 1951 par une pièce en aluminium.
  - Une pièce de 20 Groschen en aluminium-bronze fut frappée de 1950 à 1954
  - La pièce de 50 Groschen en aluminium ne fut plus frappée à partir de 1955 pour être remplacée par une pièce en aluminium-bronze à partir de 1959.
  - La pièce de 1 Schilling en aluminium  ne fut plus émise à partir de 1957 pour être également remplacée par une pièce en aluminium-bronze en 1959.
  - La pièce de 2 Schilling en aluminium ne fut frappée que de 1946 à 1952.
  - Une pièce de 5 Schilling en aluminium fut frappée en 1952 et 1957. De 1960 à 1968, une autre pièce en argent fut émise, puis remplacé en 1968 par le même modèle en cupro-nickel.
  - Une pièce de 10 Schilling en argent fut frappée de 1957 à 1973. À partir de 1974, la pièce de 10 Schilling est frappée en cupro-nickel avec, sur l'avers, les armoiries de l'Autriche à la place de l'écu.